# Deutsche Akademie für Public Relations
Die Deutsche Akademie für Public Relations GmbH (DAPR) mit Sitz in Düsseldorf vermittelt Aus- und Weiterbildungen in PR und Kommunikationsmanagement. Seit 2016 ist die DAPR auch wieder als Prüfungsinstitution für die Kommunikationsbranche aktiv. Seit 2017 zertifiziert die Akademie Kommunikationsvolontariate bzw. -Traineeships von Unternehmen, Organisationen oder Agenturen, seit 2020 existiert ein Beratungszweig.
Seit April 2014 kooperiert die DAPR mit dem Department für Wissens- und Kommunikationsmanagement der Donau-Universität Krems (DUK). Dadurch konnte das Seminarangebot um berufsbegleitende Master- und MBA-Lehrgänge erweitert werden. Seit 2016 besteht eine Vermarktungskooperation mit dem Austrian Institute of Management an der FH Burgenland, an der das Online-Masterstudium angesiedelt ist.

## Struktur
Die DAPR wurde 1991 von der Deutschen Public Relations Gesellschaft e.V., dem Berufsverband der Public-Relations-Fachleute in Deutschland, und der Gesellschaft Public Relations Agenturen e.V., dem Unternehmensverband der führenden PR-Agenturen, gegründet. Sie ist eine Gesellschaft mit beschränkter Haftung. Seit dem 1. Januar 2016 fungiert Nils Hille als Geschäftsleiter, im Januar 2019 stieg er neben Philip Müller und Thomas Lüdeke in die Geschäftsführung auf. Wissenschaftliche Leiterin der DAPR ist seit April 2018 Annika Schach, Professorin an der Hochschule Hannover.

## Seminar- und Studienangebote
Die modular aufgebaute DAPR-Grundausbildung für Volontäre, Trainees und Branchenquereinsteiger war neben der DAPR-Berater-Prüfung (siehe unten) das erste und lange Zeit einzige Bildungsangebot. Hinzu kamen dann die Weiterbildung Social-Media-Manager, im Jahr 2014 eine erste universitäre Kooperation mit der Donau-Universität Krems, im Jahr 2016 die zweite mit der FH Burgenland. Die Akademie hat inzwischen rund 20 Themen im Portfolio. Dazu gehören Ausbildungen und Trainings mit Schwerpunkten digitale Transformation, HR, Employer Branding und Personalmarketing, interne und Veränderungskommunikation, Text- und Medienarbeit oder Krisenkommunikation. Die Kurse finden in Präsenz oder als interaktive Online-Seminare statt.
Berufsbegleitende Masterlehrgänge laufen in den Fachrichtungen „Strategische Kommunikton und PR“ sowie „Digitale Kommunikation“ mit Präsenzmodulen vorwiegend in Düsseldorf; Absolventen erhalten den akademischen Grad Master of Science (M.Sc.), vergeben durch die Donau-Universität Krems. Der Lehrgang in Marketingkommunikation mit den Vertiefungen „Crossmediale Marketingkommunikation“ und „Eventmanagement & Marketingkommunikation“ läuft als reines Online-Studium und schließt mit dem durch die FH Burgenland vergebenen Abschluss Master of Arts (M.A.) ab. Alle Masterlehrgänge sind nicht-konsekutiv und offen auch für Bewerber ohne vorherigen akademischen Abschluss, die über nachzuweisende Berufserfahrung zugelassen werden können. Die Details regeln die jeweiligen Zulassungsvoraussetzungen für die verschiedenen Lehrgänge.

## Die DAPR als Prüfungsinstitution
Seit Aufnahme des Prüfungsbetriebs im Jahr 1992 haben rund 4.500 Teilnehmer DAPR-Prüfungen absolviert. Im Jahr 2007 übergab die DAPR vorübergehend die Prüfungstätigkeit an die Prüfungs- und Zertifizierungsgesellschaft der deutschen Kommunikationswirtschaft (PZOK), deren Gründungsgesellschafter sie war; seit 2016 prüft die Akademie wieder selbst.
Es werden folgende Prüfungen durchgeführt:
- Kommunikationsberater/-referent (dapr)
- Berater/Referent Interne Kommunikation und Change (dapr)
- Marketing Manager (dapr)
- Social Media Manager (dapr)
- Digital Strategist (dapr)
- HR Communication Manager (dapr)
- Manager Krisenkommunikation (dapr)

Zu den Prüfungen können Absolventen von DAPR-Bildungsangeboten aber auch von anderen Weiterbildungseinrichtungen zugelassen werden. Den Zugang regelt die jeweilige Prüfungsordnung.

## Die DAPR als Zertifizierungsinstitution
Mit der Volkswagen AG als erstem Partner stellte die DAPR im Juli 2017 ein Zertifizierungsprogramm vor: Die Kommunikationsausbildungen in Unternehmen, Organisation und Agenturen dürfen das Siegel „DAPR-zertifiziert“ tragen, wenn ihre Volontariate oder Traineeships erfolgreich eine Überprüfung durch die Akademie durchlaufen haben. Die DAPR hat dazu Standards definiert, die von Dauer und Bezahlung über Ablauf und Organisation bis hin zu inhaltlicher Ausrichtung und Weiterbildung reichen.
Zu den Arbeitgebern, die ihre Kommunikationsvolontariate/-traineeships bislang haben zertifizieren lassen gehören: Aktion Mensch, Audi, die Bertelsmann Stiftung, die Deutsche Gesetzliche Unfallversicherung, der DVR, die Deutsche Gesellschaft für Internationale Zusammenarbeit, die Fink & Fuchs AG, die FDP-Fraktion im Deutschen Bundestag, die Gesellschaft für Informationen aus der und für die Wirtschaft, ING, Kerl & Cie, Ketchum, Kresse & Discher, Microsoft, MontuaPartner Communications, Roche, SKM Consultants, Storymaker, die Universität der Künste Berlin, Voith und die Volkswagen AG.

## dapr.beratung
Im Jahr 2020 präsentierte die DAPR den neuen Geschäftsbereich dapr.beratung. Die beraterische Tätigkeit hat ihren Schwerpunkt auf Strukturen, Prozessen und Kompetenzen in Kommunikations- und Marketingabteilungen von Unternehmen.

## Standorte
Am Hauptstandort in Düsseldorf führt die DAPR ihre Seminare in den eigenen Räumen durch. In Frankfurt am Main finden die Veranstaltungen in Tagungshotels statt. Einige Module der Masterlehrgänge mit Präsenzmodulen besuchen die Teilnehmer an der Donau-Universität Krems.